# Museu Arqueològic de Ioànnina
El Museu Arqueològic de Ioànnina, situat a la capital de la regió de l'Epir, és un dels museus de Grècia.

## Història del museu
L'edifici del museu, el dissenyà l'arquitecte Aris Konstantinidis, fou construït entre 1963 i 1966 i s'obrí al públic uns anys més tard. Al principi era la seu, a més del museu arqueològic, de l'exposició d'antiguitats romanes d'Orient que es traslladaren al 1992 al nou Museu Bizantí de Ioànnina. A més, contenia obres de pintors grecs dels s. XIX i XX, que es traslladaren el 1999 a la Galeria d'Art Municipal de Ioànnina.

## Col·leccions
El museu conté una col·lecció d'objectes procedents sobretot de jaciments arqueològics de l'Epir —Dodona, el Necromantí, Kassope i Vitsa, entre altres— de períodes compresos entre la prehistòria i l'època romana.
El passadís central del museu exposa gràficament els principals fets històrics de l'Epir, així com els principals jaciments. L'exposició dels objectes es distribueix en set sales dedicades, respectivament, a les troballes prehistòriques, l'organització politicoadministrativa de la zona de l'Epir, Aecides i els reis dels Molossos, la vida quotidiana, els usos funeraris, l'època romana i el santuari de Dodona.

## Galeria d'imatges

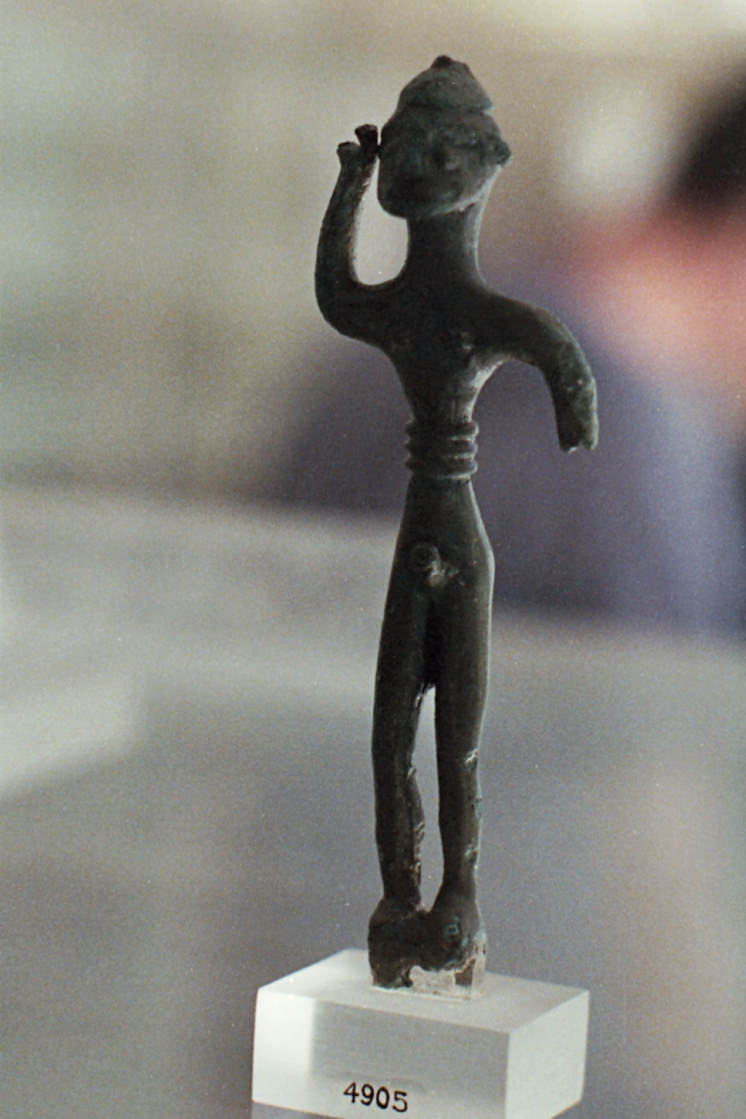
Figureta de bronze masculina, d'estil geomètric
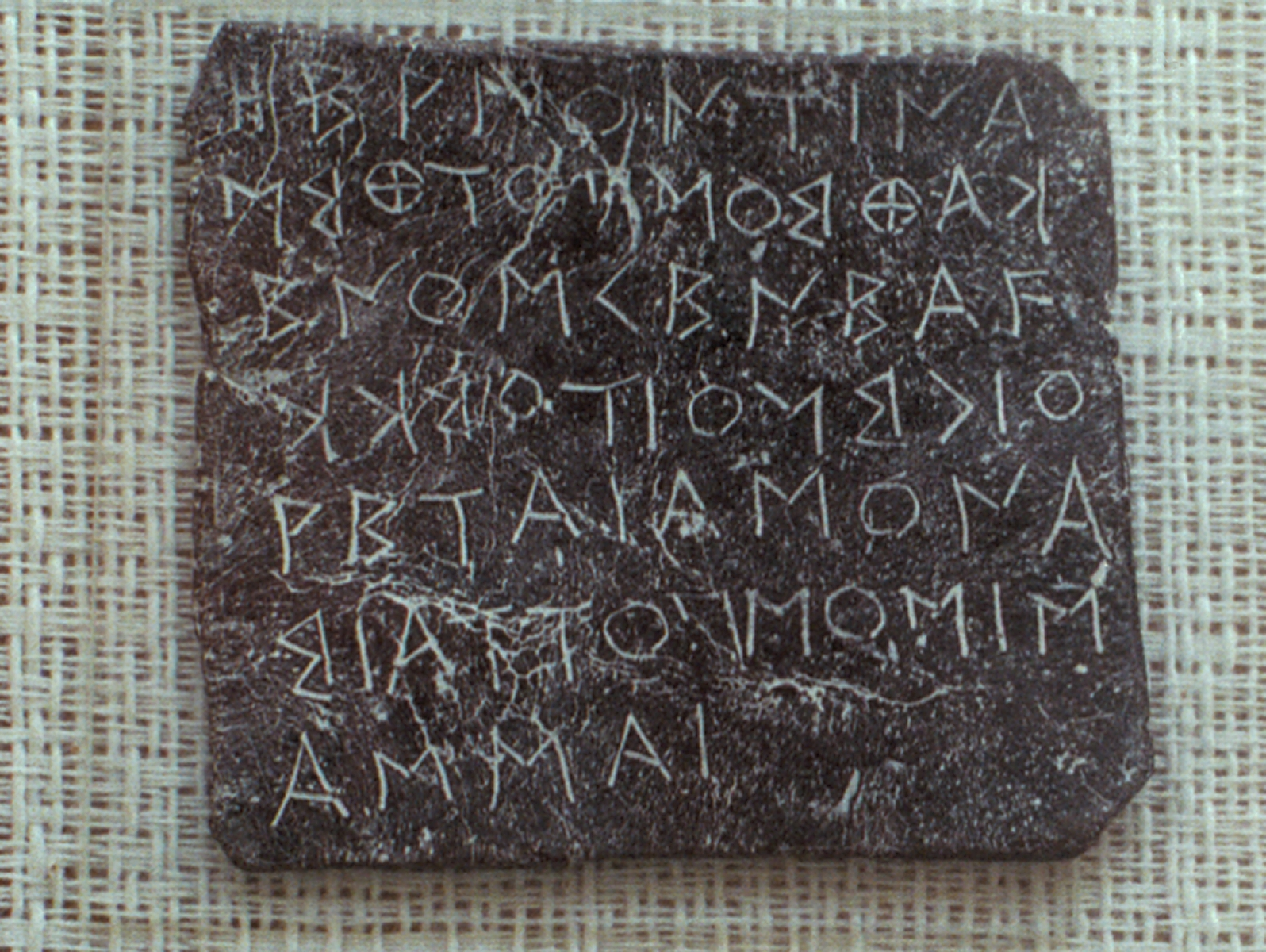
Placa de plom de Dodona de finals del s. VI ae amb una inscripció en què se sol·licita un oracle
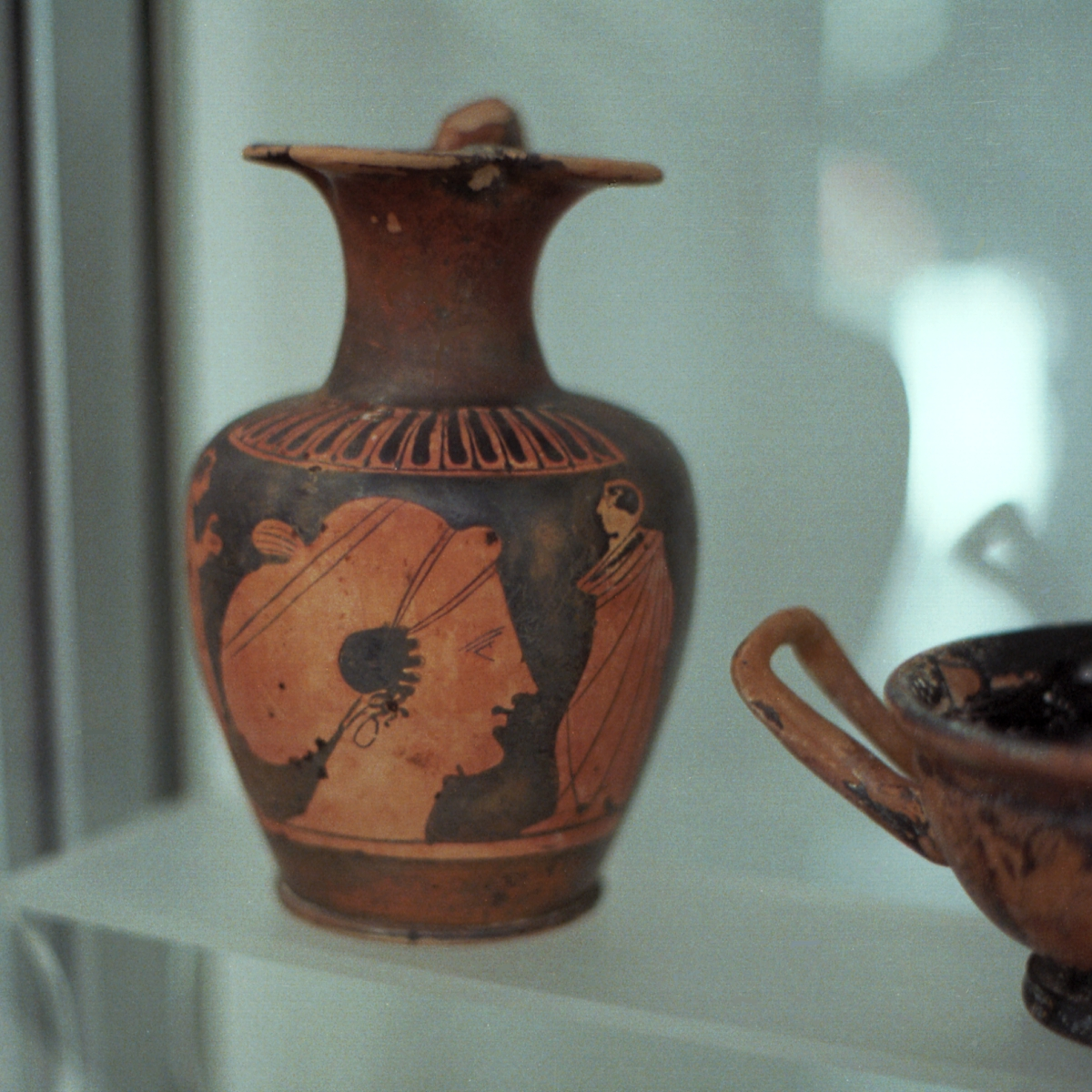
Enòcoe de figures roges
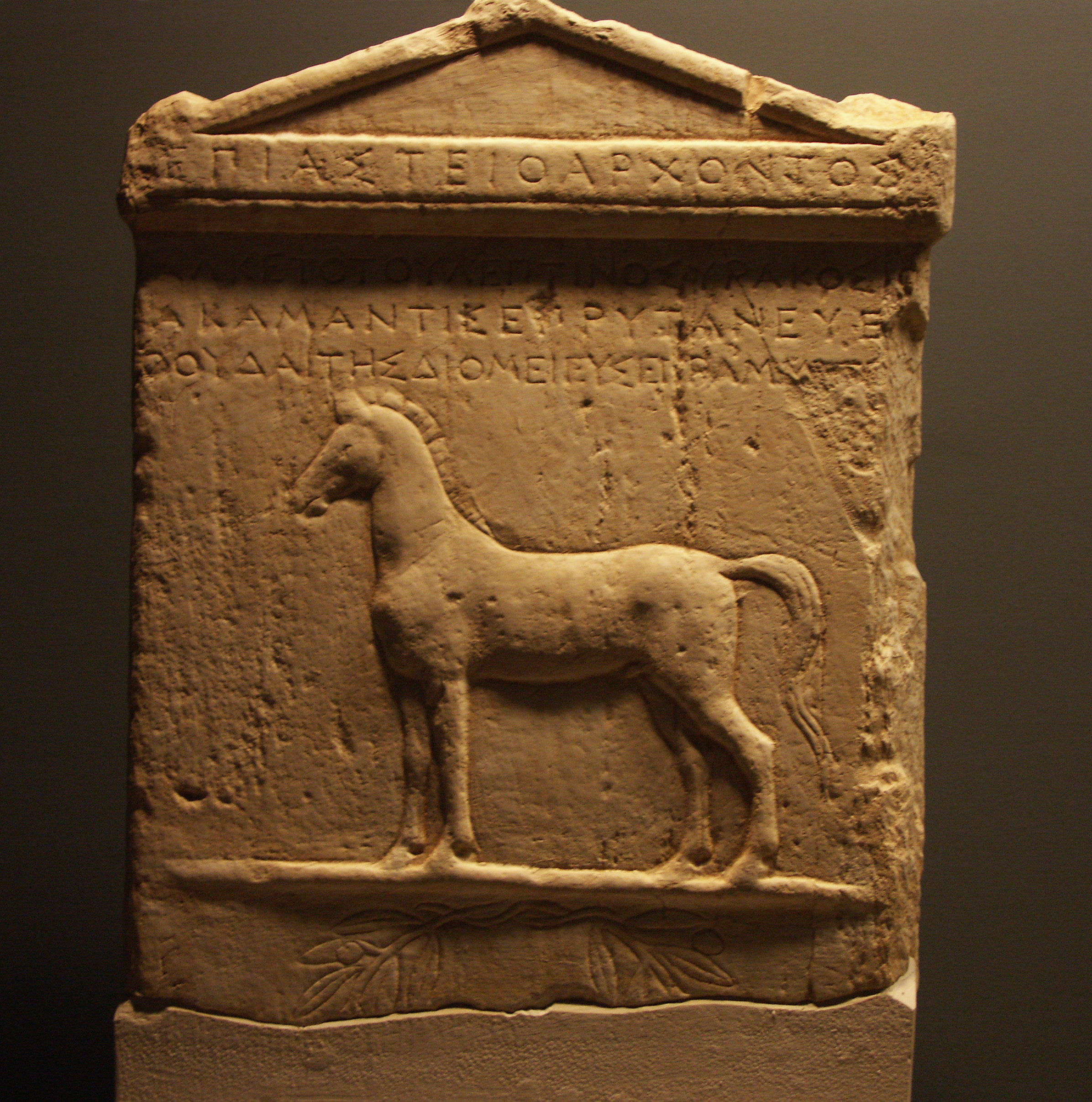
Estela funerària d'Aecides, rei dels Molossos (segle iv aC)